# چوکیلیته
چوکیلیته (به بلغاری: Chukilite) یک منطقهٔ مسکونی در بلغارستان است که در شهرستان گابروو واقع شده‌است.